# كلية جامعة هولار
كلية جامعة هولار (بالإنجليزية: Hólar University College)‏ هي جامعة تقع في أيسلندا، وهي مركز تاريخي مهم للتعليم. تأسست الجامعة، التي كانت أول مدرسة ما بعد الثانوية في هولار، في عام 1106. تم تغيير اسمها إلى كلية هولار الزراعية في عام 1882 وأصبحت جامعة هولار في عام 2007. تأسست الجامعة في القرن الثاني عشر، وهي واحدة من أقدم الجامعات في أوروبا.

## الأقسام
هناك ثلاثة أقسام في الجامعة.
- قسم تربية الأحياء المائية وبيولوجيا الأسماك
- قسم دراسات الخيول
- قسم الدراسات السياحية